# نینتندو ۳دی‌اس نو
نینتندو ۳دی‌اس نو (به انگلیسی: New Nintendo 3DS) کنسول بازی دستی ارائه شده توسط شرکت نینتندو است. این چهارمین دستگاه از خانواده ۳دی‌اس، پس از نینتندو ۳دی‌اس، نینتندو ۳دی‌اس ایکس ال و نینتندو ۲دی‌اس می‌باشد.
بهسازی بر مدل‌های پیشین همچون کارایی بیشتر با پردازنده‌ای سریعتر، افزودن یک کنترلر آنالوگ دوم (C-Stick)، دو ماشه شانه‌ای اضافی (ZR و ZL)، بهبود دید ۳ بعدی، پشتیبانی از میکرو اس‌دی و ارتباط حوزه نزدیک و همچنین دگرگونی‌های کوچک در طراحی می‌باشد. همچنین مانند مدل پیشین، ۳دی‌اس نو مدل بزرگتری دارد که با نام نینتندو ۳دی‌اس نو ایکس ال (نینتندو ۳دی‌اس نو ال ال در ژاپن) شناخته می‌شود.